# Lenale ndem bilingual nursery and primary school
Le Lenale ndem bilingual nursery and primary school (LNBNPS) est une école primaire située à Melong au Cameroun. 

## Histoire
L'école est fondée en 2018 pour répondre au besoin de scolarisation des enfants réfugiés de la crise anglophone au Cameroun. Les élèves de l'école proviennent principalement des régions anglophones du Nord-Ouest et du Sud-Ouest du pays, ravagées par le conflit.

## Organisation
L’école offre des cours en français et en anglais. Les enseignants, bilingues quelquefois, sont aussi des réfugiés de ce conflit. Les classes sont organisées en fonction de la population d'enfants à enseigner.

## Sites
Alexander Fornjinju Tatabong suspend les activités de sa fabrique de café et offre ses installations pour accueillir l'école, en plus des locaux de son auberge.

## Fonctionnement et réseau
| Vidéo externe |                                                                                   |
|               | Lenale Ndem Palace : un bout du Lebialem à Melong; Sortie le 8 juin 2021; NAJA TV |

Il comptait, en 2019, environ 450 élèves répartis entre la maternelle et le primaire. 
Le LNBNPS est devenu opérationnel au cours de l'année scolaire 2018/2019 avec un effectif de 160 enfants et élèves. Le ministère de l'Éducation de base approvue l'école le 20 juin 2018.
Outre le programme scolaire traditionnel et officiel, les enfants et les élèves participent à d'autres activités telles que la plantation d'arbres, le jardin scolaire, le sport, les élections scolaires et les danses culturelles des représentants de classe, les débats, etc.
Les frais d'écolage sont gratuits. Les outils scolaires sont offerts. 
L.N.B.N.P.S. compte un personnel enseignant avec deux puéricultrices et 18 membres diplômés des écoles normales d'instituteurs avec des expériences d'enseignement.